# Аба Карийская
Аба (первая половина IV века до н. э.) — сестра и жена Гекатомна, правившего Карией в 385—377 годы до н. э.
Об Абе известно из надписи на обнаруженном в Иасосе монументе, датируемом IV веком до н. э. Согласно произведённой исследователями реконструкции, на постаменте, впоследствии использованном для прославления заслуг местного олимпионика Тита Флавия Метробия, первоначально стояли статуи четырёх представителей династии Гекатомнидов, правившей Карией в IV веке до н. э.: Гекатомна и Абы, и Идриея и Ады. Как отметил Т. П. Кишбали, это единственное свидетельство об Абе, дочери Гиссалдома, на которой согласно местному обычаю женился её брат Гекатомн.